# Hofzug (Ägypten)
Die Hofzüge in Ägypten waren eine Reihe von teils zeitlich nacheinander, teils auch gleichzeitig eingesetzten Wagengarnituren und Triebwagen, die von den jeweiligen Herrschern und deren Familienmitgliedern genutzt wurden.

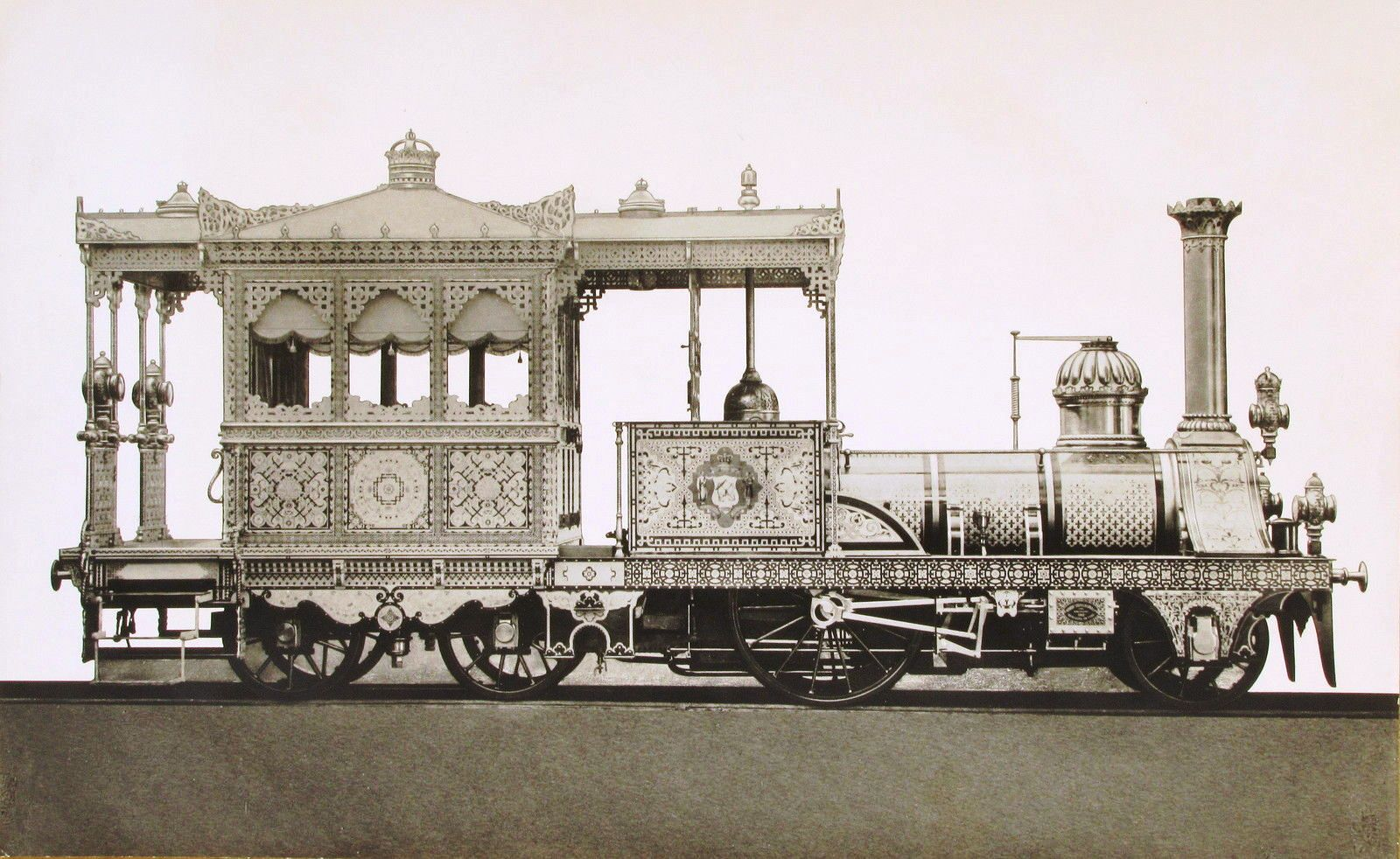
Dampftriebwagen des Khediven von Ägypten, 1862

## Hofzüge
Der erste Hofzug, für den Vizekönig Muhammad Said von Ägypten, wurde bereits 1856 geliefert, zwei Jahre nach Eröffnung der ersten Eisenbahn im Land, die auch die erste in Afrika war. Der Zug bestand aus drei Wagen und einer ersten eigenen Lokomotive – später sollten es drei werden, die dem Hof zur Verfügung standen. Der Zug wurde in England gebaut und bestand aus drei dreiachsigen Wagen, dem Salonwagen für den Vizekönig und zwei Wagen für die Begleitung. Der Salonwagen des Herrschers ist im Ägyptischen Eisenbahnmuseum in Kairo erhalten. Er ist außen komplett mit komplizierten, vergoldeten Dekors geschmückt, die Blumen und Blätter in rot, grün und rosa zeigen, und die mit den polierten Messingarmaturen zum luxuriösen Erscheinungsbild des Wagens beitragen.
Dieser erste Hofzug wurde 1877 durch einen Vier-Wagen-Zug ersetzt. Der Salonwagen und die beiden Wagen für das Gefolge waren nun vierachsig, der Packwagen dreiachsig. Gebaut wurde der Zug von der Wagner Palace Car Company in den USA. Der Salonwagen für den Vizekönig hatte, ebenso wie ein weiterer, 1909 gebauter, in der Wagenmitte einen offenen, terrassenartigen Bereich.
Dieser Hofzug wurde 1924 durch einen weiteren Neubau aus den USA ersetzt. Er bestand aus drei Vierachsern mit doppelten Dächern zum Schutz vor Hitze und war in creme/gold lackiert.

## Hoftriebwagen

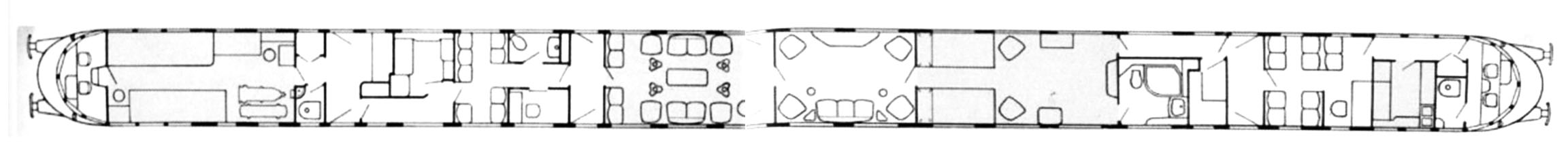
Grundriss des Hoftriebwagens von 1951

1858/1859 wurde erstmals ein Dampftriebwagen für den Vizekönig beschafft. Weitere, ähnliche Fahrzeuge nahmen in den folgenden Jahrzehnten ihren Betrieb auf.
1913 lieferte AEG die Motoren für zwei Benzoltriebwagen aus England, die als Hoffahrzeuge für den Khediven dienten.
Faruq, letzter König von Ägypten, besaß mehrere Hofzüge. 1951, ein Jahr, bevor er abgesetzt wurde, ließ er noch einen zweiteiligen Salontriebwagen von Fiat in Turin beschaffen. Der Zug sollte 2019 aufgearbeitet werden und für Touristen zum Einsatz kommen.

## Weitere Salonwagen
Für den „Heiligen Teppich“ gab es einen eigenen, dreiachsigen Salonwagen. Der Teppich diente während der Haddsch als Bedeckung des Eingangs der Kaaba, wurde jedes Jahr neu gestiftet und zeitweise oblag das dem Khediven, später dem König von Ägypten. Der Teppich wurde in einem eigenen Salonwagen nach Suez gefahren. Von dort ging die Reise Richtung Mekka weiter per Schiff.

## Betrieb
Die Hofzüge wurden gerne und ausgiebig genutzt, zumal einige der Herrscher großes Interesse an der Eisenbahn hatten.
Von Salonwagen und deren Verwendung aus der Zeit der Republik (nach 1952) ist dagegen wenig bekannt.
1863 rollte ein Salonwagen vom Nil-Trajekt in Kafr az-Zayyat und stürzte in den Fluss. Mehrere Menschen kamen ums Leben, darunter auch Angehörige der Herrscherfamilie.